# Tjällmo
Tjällmo is een plaats in de gemeente Motala in het landschap Östergötland en de provincie Östergötlands län in Zweden. De plaats heeft 572 inwoners (2005) en een oppervlakte van 84 hectare.

## Verkeer en vervoer
Bij de plaats loopt de Länsväg 211.